# Madorna
Madorna é uma localidade do concelho de Cascais, dividida entre as freguesias de Carcavelos e Parede e São Domingos de Rana, no distrito e área metropolitana de Lisboa, Portugal.
Rappers como Dillaz e Piruka são originários da Madorna.